# Нижний Чулым
Нижний Чулым — село в Здвинском районе Новосибирской области, административный центр Нижнечулымского сельсовета

## География
Площадь села — 87 гектаров. Село расположено в центральной части Здвинского района, в 10 км от деревни Хапово и в 20 км от райцентра, по обоим берегам реки Чулым. Местность равнинная, лесостепная, недалеко от села — озеро Саргуль. Высота над уровнем моря — 111 метров.

## Население
| 2002 | 2007 | 2010 |
| ---- | ---- | ---- |
| 984  | ↘863 | ↗882 |

## История села
Основано в 1773 году переселенцами из западной части России как заимка Сарапулова. В селе была мельница (не сохранилась), Михаило-Архангельская церковь (не сохранилась, закрыта в 1930-е годы, отдана под школу, затем под клуб). В августе 1942 года в селе открыт детский дом, закрыт в 1957 году. В 1950 году организован колхоз имени Карла Маркса, путём объединения села Нижний Чулым с поселками Ягодный и Высокая Грива, в 1964 году преобразован в совхоз «Новый», в июне 1970 года — в совхоз «Нижнечулымский». С распадом СССР в селе было организовано ЗАО, с 2007 года — ООО «Приозерное». Построен новый бетонный мост через реку Чулым, установлены вышки сотовой связи.

## Достопримечательности
В селе имеются 2 курганных могильника: первый — эпохи средневековья (частично разрушен рекой Чулым), второй — не установленной эпохи (постепенно распахивается). Памятник архитектуры «Абрамовский дом», дом купца Абрамова (в советское время в нём располагались сельсовет и магазин).

## Известные люди села
- Иноземцев, Аким Иванович (1914—1944) — старший лейтенант, Герой Советского Союза.
- Найдёнов, Иван Николаевич (1936—2015) — кавалер орденов Ленина и Знак Почета, механизатор, герой жатвы 1972 года.